# Širom (gruppo musicale)
I Širom sono un gruppo musicale sloveno.

## Storia
Fondati nel 2015 nella provincia dell'Oltremura e composti da Samo Kutin, Iztok Koren, Ana Kravanja, i Širom pubblicarono il loro primo album I. nel 2016. Nel marzo 2017 il loro brano Trilogija venne eletto "brano del giorno" dall'emittente radio di Seattle KEXP-FM. Nel 2022 pubblicarono The Liquified Throne of Simplicity, elogiato dalla critica ed entrato in diverse classifiche di fine anno. Il novembre dello stesso anno si esibirono al festival olandese Le Guess Who?

## Stile musicale
Il loro stile è un folk acustico "ancestrale" giocato sull'improvvisazione e la polifonia e debitore della psichedelia e la musica classica. Per comporre i loro brani, i Širom si servono di molti strumenti, anche esotici (basso, violino, ghironda, campane tubolari, kalimba, banjo, bendir, rebab tra gli altri) e autocostruiti.

## Discografia

### Album in studio
- 2016 – I.
- 2017 – I Can Be a Clay Snapper
- 2019 – A Universe that Roasts Blossoms for a Horse
- 2022 – The Liquified Throne of Simplicity